# Roger Dorchy

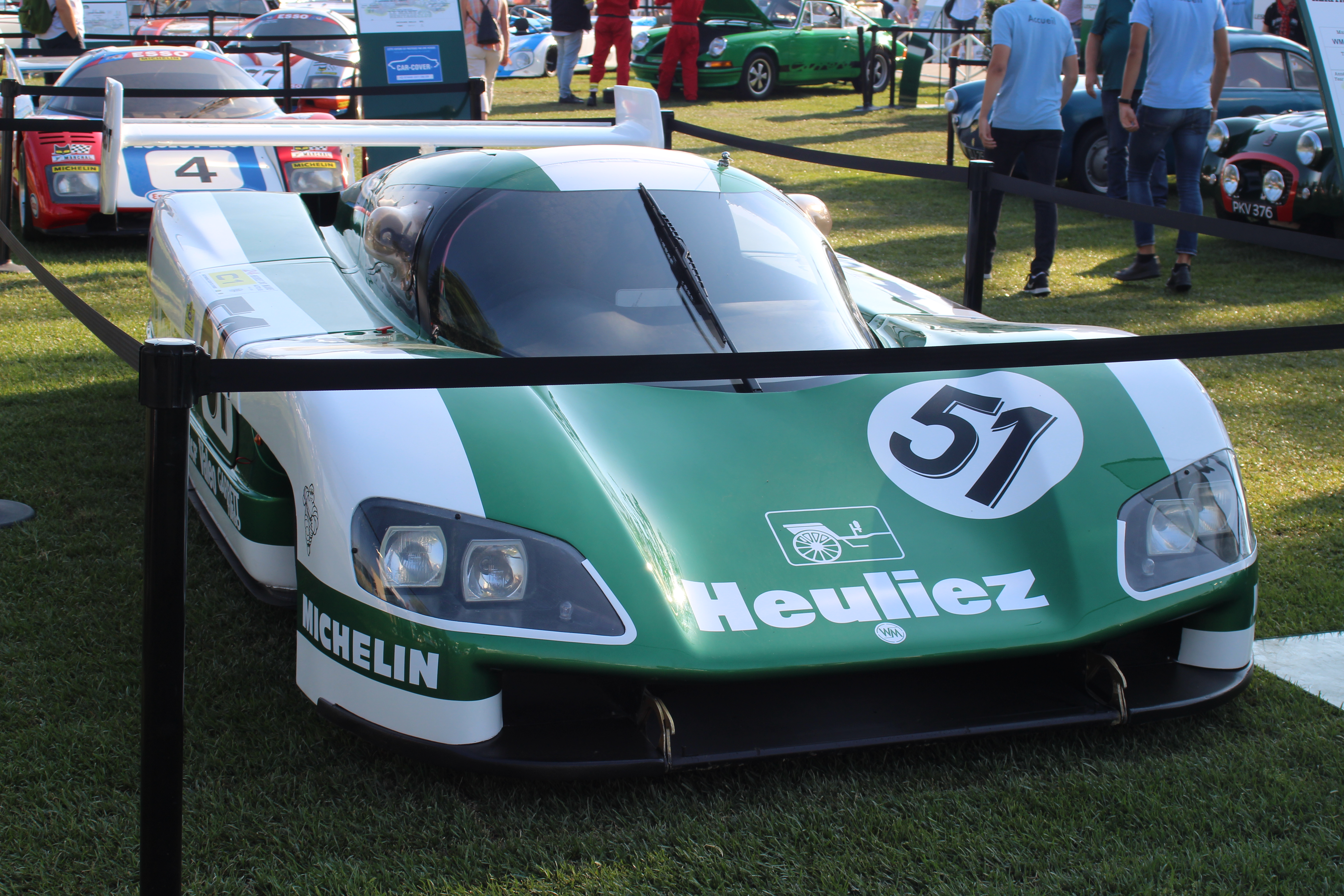
Le-Mans-Geschwindigkeitsrekordwagen WM P88

Roger Dorchy (* 15. September 1944 in La Ferté-Saint-Samson; † 26. Juli 2023) war ein französischer Automobilrennfahrer, der den Geschwindigkeitsrekord beim 24-Stunden-Rennen von Le Mans hält.

## Karriere im Motorsport
Roger Dorchy schrieb beim 24-Stunden-Rennen von Le Mans 1988 Motorsportgeschichte, als er im Training auf der Les-Hunaudiers-Geraden die Spitzengeschwindigkeit von 405 km/h erreichte. Der WM P88 von Welter Racing hatte kaum Abtrieb in den Kurven; denn das erklärte Ziel des Rennteams war, die 400-km/h-Schallmauer zu brechen.
Dorchy begann seine Motorsportkarriere zu Beginn der 1970er-Jahre auf einem Porsche 911 in der französischen GT-Meisterschaft. 1974 gab er sein Debüt beim Langstreckenrennen in Le Mans. Neben dem Geschwindigkeitsrekord hält er zwei weitere Bestmarken für das Welter-Racing-Team.
1984 führte Dorchy mit dem WM P83B zu Beginn des Rennens. Es waren die ersten Führungskilometer für einen Welter-Rennwagen in Le Mans. Der vierte Gesamtrang im WM P79 – gemeinsam mit Guy Fréquelin – 1980 ist bis heute die beste Platzierung für einen Welter-Prototyp in Le Mans. Gleichzeitig ist es auch die beste Platzierung von Dorchy als Fahrer bei diesem Rennen.
1984 bestritt er eine ganze Saison in der Tourenwagen-Europameisterschaft und wurde beim 500-km-Rennen von Monza Dritter in der Gesamtwertung. Nach der Nichtqualifikation beim 24-Stunden-Rennen von Le Mans 1989 trat Dorchy vom Rennsport zurück. 1999 bestritt er zwei Rennen in der französischen GT-Meisterschaft, in die er 2002 für eine komplette Saison in den Motorsport zurückkehrte.
Er starb im Juli 2023.

## Statistik

### Le-Mans-Ergebnisse
| Jahr | Team                | Fahrzeug                | Teamkollege         | Teamkollege             | Platzierung | Ausfallgrund       |
| ---- | ------------------- | ----------------------- | ------------------- | ----------------------- | ----------- | ------------------ |
| 1974 | Porsche Club Romand | Porsche 911 Carrera RSR | William Vollery     | Eric Chapuis            | Ausfall     | Motorschaden       |
| 1975 | Ècurie du Nord      | Porsche 911 Carrera RSR | William Vollery     | Eric Chapuis            | Ausfall     | Ventilschaden      |
| 1976 | William Vollery     | Porsche 911 Carrera RSR | William Vollery     | Jean-Pierre Aeschlimann | Ausfall     | Batterie           |
| 1979 | WM A.E.R.E.M.       | WM P79                  | Denis Morin         |                         | Ausfall     | Unfall             |
| 1980 | WM Esso             | WM P79                  | Guy Fréquelin       |                         | Rang 4      |                    |
| 1981 | WM A.E.R.E.M.       | WM P79                  | Guy Fréquelin       | Xavier Mathiot          | Ausfall     | Motorschaden       |
| 1982 | WM Esso             | WM P82                  | Guy Fréquelin       | Alain Couderc           | Ausfall     | Unfall             |
| 1983 | WM Secateva         | WM P83                  | Pascal Fabre        | Alain Couderc           | Rang 16     |                    |
| 1984 | WM Secateva         | WM P83B                 | Gérard Patté        | Alain Couderc           | Ausfall     | Getriebeschaden    |
| 1985 | WM Peugeot          | WM P83B                 | Jean-Claude Andruet | Claude Haldi            | Ausfall     | Unfall             |
| 1986 | WM Secateva         | WM P83B                 | Pascal Pessiot      | Claude Haldi            | Rang 12     |                    |
| 1987 | WM Secateva         | WM P87                  | Philippe Gache      | Dominique Delestre      | Ausfall     | Zylinder überhitzt |
| 1988 | WM Secateva         | WM P88                  | Jean-Daniel Raulet  | Claude Haldi            | Ausfall     | Zylinder überhitzt |

### Einzelergebnisse in der Sportwagen-Weltmeisterschaft
| Saison | Team                      | Rennwagen               | 1   | 2   | 3   | 4   | 5   | 6   | 7   | 8   | 9   | 10  | 11  | 12  | 13  | 14  | 15  | 16  | 17  |
| ------ | ------------------------- | ----------------------- | --- | --- | --- | --- | --- | --- | --- | --- | --- | --- | --- | --- | --- | --- | --- | --- | --- |
| 1974   | Porsche Romand            | Porsche 911 Carrera RSR | MON | SPA | NÜR | IMO | LEM | ZEL | WAT | LEC | BRH | KYA |     |     |     |     |     |     |     |
| 1974   | Porsche Romand            | Porsche 911 Carrera RSR |     | DNF |     |     |     |     |     |     |     |     |     |     |     |     |     |     |     |
| 1975   | Porsche Romand            | Porsche 911 Carrera RSR | DAY | MUG | DIJ | MON | SPA | PER | NÜR | ZEL | WAT |     |     |     |     |     |     |     |     |
| 1975   | Porsche Romand            | Porsche 911 Carrera RSR |     |     | DNF |     |     |     | 21  |     |     |     |     |     |     |     |     |     |     |
| 1979   | Welter Racing             | WM P79                  | DAY | SEB | MUG | TAL | DIJ | RIV | SIL | NÜR | LEM | PER | DAY | WAT | SPA | BRH | ROA | VAL | ELS |
| 1979   | Welter Racing             | WM P79                  |     |     |     |     |     | DNF |     |     |     |     |     |     |     |     |     |     |     |
| 1980   | Welter Racing             | WM P79                  | DAY | BRH | SEB | MUG | MON | RIV | SIL | NÜR | LEM | DAY | WAT | SPA | MOS | ROA | VAL | DIJ |     |
| 1980   | Welter Racing             | WM P79                  |     |     |     |     |     |     |     |     | 4   |     |     |     |     |     |     | 14  |     |
| 1981   | Welter Racing Team Nashua | WM P79 Ford Capri       | DAY | SEB | MUG | MON | RIV | SIL | NÜR | LEM | PER | DAY | WAT | SPA | MOS | ROA | BRH |     |     |
| 1981   | Welter Racing Team Nashua | WM P79 Ford Capri       |     |     |     |     |     |     |     | DNF |     |     |     | DNF |     |     |     |     |     |
| 1982   | Welter Racing             | WM P82                  | MON | SIL | NÜR | LEM | SPA | MUG | FUJ | BRH |     |     |     |     |     |     |     |     |     |
| 1982   | Welter Racing             | WM P82                  | 6   | 11  | DNF | DNF | DNF |     |     |     |     |     |     |     |     |     |     |     |     |
| 1983   | Welter Racing             | WM P83                  | MON | SIL | NÜR | LEM | SPA | FUJ | KYA |     |     |     |     |     |     |     |     |     |     |
| 1983   | Welter Racing             | WM P83                  | 16  |     |     |     |     |     |     |     |     |     |     |     |     |     |     |     |     |
| 1984   | Welter Racing             | WM P83                  | MON | SIL | LEM | NÜR | BRH | MOS | SPA | IMO | FUJ | KYA | SAN |     |     |     |     |     |     |
| 1984   | Welter Racing             | WM P83                  | DNF |     |     |     |     |     |     |     |     |     |     |     |     |     |     |     |     |
| 1985   | Welter Racing             | WM P83                  | MUG | MON | SIL | LEM | HOK | MOS | SPA | BRH | FUJ | SEL |     |     |     |     |     |     |     |
| 1985   | Welter Racing             | WM P83                  | DNF |     |     |     |     |     |     |     |     |     |     |     |     |     |     |     |     |
| 1986   | Welter Racing             | WM P83                  | MON | SIL | LEM | NÜN | BRH | JER | NÜR | SPA | FUJ |     |     |     |     |     |     |     |     |
| 1986   | Welter Racing             | WM P83                  | 12  |     |     |     |     |     |     |     |     |     |     |     |     |     |     |     |     |
| 1987   | Welter Racing             | WM P87                  | JAR | JER | MON | SIL | LEM | NÜN | BRH | NÜR | SPA | FUJ |     |     |     |     |     |     |     |
| 1987   | Welter Racing             | WM P87                  |     | DNF |     |     |     |     |     |     |     |     |     |     |     |     |     |     |     |
| 1988   | Welter Racing             | WM P88                  | JER | JAR | MON | SIL | LEM | BRÜ | BRH | NÜR | SPA | FUJ | SAN |     |     |     |     |     |     |
| 1988   | Welter Racing             | WM P88                  |     | DNF |     |     |     |     |     |     |     |     |     |     |     |     |     |     |     |